# Papa Roach
Papa Roach (prononcé en anglais : /ˈpæpə ˈɹoʊtʃ/, /ˈpɑːpə ˈɹəʊtʃ/) est un groupe américain de metal alternatif, originaire de Vacaville en Californie, formé en 1993 par Jacoby Shaddix, Dave Buckner, Will James et Ben Luther dans la petite ville nord-américaine de Vacaville. En 2020, ils auraient vendu plus de 30 millions d’albums selon Universal Music Group.

## Historique

### Premières années (1993–1999)
Le groupe se forme en janvier 1993 lorsque le chanteur Jacoby Shaddix et le batteur Dave Buckner se rencontrent durant un match de football américain où ils discutèrent de musique. Ils sont ensuite rejoints par le tromboniste Ben Luther, et le bassiste Will James. Ils décident de participer à un concours de jeunes talents organisé par leur école, ils y interprètent une reprise de la célèbre chanson de Jimi Hendrix, Fire. Ils ne gagnent pas ce concours. En mars 1993, le tromboniste Ben Luther est remplacé par le guitariste Jerry Horton. C'est la petite amie de Jerry, fan du groupe, qui le présente au groupe. À ce stade, le groupe répétait tous les jours et participait à tous les concerts possibles. Leur première tournée a pour nom « Moby Dick ». Le nom du groupe vient du grand-père de Jacoby Shaddix ; William Howard Roatch, qui a été surnommé Papa Roach. Ce dernier s'est suicidé en 2005. Le groupe lui a rendu hommage avec l'album The Paramour Sessions et durant les concerts avec la chanson Roses On My Grave. En 1994, Papa Roach sort son premier EP intitulé Potatoes for Christmas. Le batteur Dave Buckner part étudier l’art durant un an à Seattle et est temporairement remplacé par Ryan Brown. Après le retour du batteur, ils sortent en 1995, une démo enregistré aux Sound Farm Studios et intitulé Caca Bonita. En 1996, le bassiste Will James est remplacé par Tobin Esperance. Trop impliqué dans un camp de vacances religieux, Will James limitait les possibilités de répétition et de tournée du groupe. La transition se fait aisément puisque Tobin Esperance faisait partie de l'équipe accompagnant le groupe en tournée.
Le 4 février 1997, le groupe sort son premier album : Old Friends from Young Years. En parallèle, le groupe continue de tourner, aux côtés de groupes comme Incubus, Powerman 5000, Hed PE, Snot ou Static-X. En 1998, ils sortent un EP intitulé 5 Tracks Deep. Ce dernier se vend à plus de 1 000 exemplaires dans le premier mois de sa sortie. Le groupe sort un nouvel EP un an plus tard, Let 'Em Know, qui s'avère être leur dernière production indépendante. Le succès rencontré par ce CD attire l'attention de Warner Music Group, qui signe avec le groupe pour la production d'une démo de 5 titres. Pour cela, le groupe choisit le producteur Jay Baumgardner qui accepte après avoir regardé des vidéos de concert du groupe. Toutefois, la Warner n'est pas convaincu par la démo et choisit de ne pas les signer. Cette démo comprenait les chansons Infest, Last Resort, Broken Home, Dead Cell, et She Loves Me Not, qui réapparaitront plus tard sur Infest pour les 4 premières, et sur Lovehatetragedy pour la dernière. Par la suite, ils signent un contrat avec la maison de disques DreamWorks Records.

### Début du succès (1999–2005)
Après avoir signé avec DreamWorks Records en octobre 1999, le groupe enregistre en l’an 2000 l’album Infest comprenant des vieilles chansons et trois nouvelles chansons: Between Angels and Insects, Blood Brothers, and Never Enough. L'album sort le 25 avril 2000 et devient la 5e meilleure vente de l'année avec 3 millions de CD vendus. Avec la sortie de l'album et le tournage du clip Last Resort, ils se lancent dans les tournées avec notamment Anger Management Tour aux côtés de célèbres rappeurs tels que Eminem, E-40, Xzibit ou encore Ludacris. En 2001, le groupe part en tournée sur l'Ozzfest aux États-Unis et au Royaume-Uni, où ils jouent sur la scène principale. Leur chanson Blood Brothers fait aussi partie de la bande-son des jeux Tony Hawk's Pro Skater 2 et FlatOut 2. Après de longues tournées à travers le monde, le groupe se rend à nouveau en studio pour enregistrer leur troisième album qui devait être intitulé Born to Rock, mais prendra finalement le nom de Lovehatetragedy. L'album sort aux États-Unis le 18 juin 2002 et se vend à plus de 500 000 exemplaires. L'album marque un changement musical pour le groupe avec un passage du nu metal à du rock plus standard. À noter que le clip de Time and Time Again est présent dans une publicité pour Pepsi Blue.
Fin 2003, Papa Roach se lance dans l'écriture puis l’enregistrement de son quatrième album qui aurait dû s'appeler Dancing In the Ashes, mais prend finalement le nom de Getting Away With Murder. Le groupe travaille aux côtés du producteur Howard Benson. Le groupe enchaîne avec le tournage du clip vidéo pour la chanson  Getting Away With Murder et une tournée d'été dans des petits clubs. Cet album dépasse les ventes de Lovehatetragedy avec près d'un million d'exemplaires vendus, principalement en raison de la popularité de second single de l'album, Scars. Le 9 novembre 2004, le groupe sort son cinquième EP : Rolling Stone Original, mais uniquement sous forme numérique. Un an plus tard, le 22 novembre 2005, sort le premier DVD live : Live & Murderous in Chicago. Le groupe passe pratiquement toute l'année 2005 en tournée (aux États-Unis et en Europe) aux côtés de groupes tels que Slipknot, Trust Company ou encore Skindred.

### The Paramour Sessions(2006–2008)
Le 12 septembre 2006 sort le quatrième album The Paramour Sessions. Le groupe choisit le titre en référence au lieu de l'enregistrement: le manoir Paramour. C'est le groupe Slipknot qui donne l'idée au groupe d'enregistrer leur album dans une maison, Vol. 3: (The Subliminal Verses) (troisième album de Slipknot) est enregistré à Houdini Mansion. Sur un forum de fan, Jacoby Shaddix déclare que l'album était susceptible de s'intituler Days of War, Nights of Love, qui est en fait une citation de la chanson No More Secrets de l'album. Les autres noms envisagés sont  Redemption ou Forever qui est le titre du second single de l'album. C'est finalement le lieu de l’enregistrement qui est choisi comme nom de l’album. To Be Loved est le premier single de l'album et a été la chanson officielle de WWE Raw de 2006 à 2009 avant d'être remplacé par Burn It to the Ground de Nickelback. L'album se démarque par un son très rock alternatif avec quelques ballades musicales comme dans le précédent opus ; Getting Away With Murder.
Le groupe commence la tournée de promotion du nouvel album en août 2006, aux États-Unis et en Europe. En octobre de la même année, Papa Roach tourne à travers les États-Unis aux côtés de groupes tels que Guns N' Roses puis Deftones. Le 10 octobre 2006, The String Quartet Tribute sort un album en hommage au groupe intitulé Perfect Murder: Strung Out on Papa Roach distribué par Vitamin Records (en). Le groupe avait initialement prévu de sortir une compilation d'enregistrements acoustiques de certaines chansons mais la sortie a finalement été annulé. Le 25 avril 2007, le groupe annonce que le batteur Dave Buckner ne participera pas à la tournée afin de faire une cure de désintoxication. Il devait néanmoins rejoindre le groupe par la suite. C'est Tony Palermo qui le remplace durant cette période. Forever, le deuxième single de l'album, sort le 23 mai 2007. Dave Buckner participe au clip vidéo (tourné à Los Angeles) après être sorti de désintoxication. Le 17 juillet 2007, le groupe sort son sixième EP Live Session et quelques jours (24 juillet 2007) après un autre EP intitulé Hit Pack 3: Forever, les deux étant uniquement disponibles sur l'iTunes Store.
Jacoby Shaddix annonce le départ définitif de Buckner sur le myspace du groupe le 28 janvier 2008. Il indique également que le groupe retourne en studio pour son cinquième album et c'est Tony Palermo qui remplacera Dave Buckner.

### Metamorphosis(2008–2010)
Dans une interview en février 2008 avec 99,7 The Blitz, une station de radio rock localisée à Columbus dans l'Ohio, Jacoby Shaddix a déclaré que le groupe travaillait sur le nouvel album. Celui-ci est baptisé Metamorphosis’ pour marquer les dix ans du groupe depuis leur signature avec DreamWorks Records en 1999. Le 1er juillet 2008, le groupe entame une tournée dans le cadre du Mötley Crüe's Crüe Fest, avec Buckcherry et Trapt.
Plus tard dans l'année, le groupe fait une tournée avec Seether et Staind. La date de sortie de l’album est alors annoncé pour le 24 mars 2009. Le premier single de l'album, Lifeline est dévoilé sur le Myspace du groupe le 9 janvier 2009. Le second single, I Almost Told You That I Loved You sort après l'album, le 1er juin 2009. Le 23 juin, Papa Roach sort son neuvième EP : Naked and Fearless: Acoustic EP, disponible sur le Zune Marketplace, ITunes Store et Rhapsody. Au cours d'une tournée avec Nickelback (Dark Horse Tour), Jacoby Shaddix indique que Had Enough sera le 3e single de l'album, mais celui-ci est annulé par la suite. Le clip vidéo de Lifeline est nommé au concours Fuse TV's Best Video et finit deuxième derrière le clip Circus de Britney Spears.

### Time for Annihilation(2010–2012)
Le 8 janvier 2010, Jacoby Shaddix annonce sur le compte Twitter du groupe que de nouvelles chansons étaient en cours d'écriture. Jerry Horton indique que le groupe est entré en studio pour les écrire le 8 février 2010 et le 23 février 2010, il annonce que l'album sera un mélange de titres live et de 5 nouvelles chansons. En mars 2010, le groupe sort le teaser officiel de l'album et confirme la date de sortie, à savoir l'été 2010. En avril, le groupe joue deux nouvelles chansons : Burn le 17 au Chili Cook Off à Richmond, en Virginie, et Kick In the Teeth le 30 avril. En mai, Jerry Horton dévoile le nom de l'album : Time for Annihilation. Il déclare également que le prochain single; Kick In the Teeth, sortirait le 22 juin et que le groupe change de label pour passer chez Eleven Seven Music. Plus tard, Jacoby Shaddix annonce la date précise de la sortie de l'album, le 31 août 2010.
L'ancien label du groupe, Geffen Records, sort en juin une compilation des plus grands hits du groupe ...To Be Loved: The Best of Papa Roach. Le groupe demande alors aux fans de ne pas l'acheter car il n'a pas émis son accord pour la sortie de cet album et qu'il ne touche rien sur les ventes. Toutefois, c'est Downtown Music Publishing qui possède les droits des chansons, le groupe ne peut donc pas protester mais peut continuer à jouer les chansons en live. Le 31 août 2010 sort l'album Time for Annihilation. La tournée Monsters of Annihilation débute en octobre aux côtés de Skillet avant de se poursuivre du 15 novembre au 13 décembre aux côtés de Disturbed, Buckcherry et Halestorm sur le Taste of Chaos Tour. Le 14 décembre 2010, le groupe joue au Trabendo à Paris à l'occasion du festival Bring The Noise organisé par la station radio Oui FM, ce concert fut le dernier de leur tournée européenne. Le groupe annonce le lendemain dans une interview (chez VerdamMnis Magazine) qu'ils reviendraient en Europe au mois de juin 2011 et qu'ils entreraient en studio d'enregistrement à la rentrée. Cet album leur permettra d'expérimenter « des sons plus électroniques. »

### The Connection(2012–2013)
Le 17 octobre 2011, Jacoby Shaddix annonce que le groupe rentre en studio le 1er novembre. Un premier titre de l'opus sera disponible dans la bande originale du film The Avengers, disponible le 1er mai. Le titre est Even If I Could. Un premier single est disponible sur iTunes, le titre est Still Swingin. Papa Roach participe à une tournée aux côtés de Shinedown, Adelitas Way et In This Moment.
Le groupe fait paraître le 30 août 2012 un premier clip vidéo de l'album pour le titre Still Swingin. Le 8 septembre 2012, Papa Roach annonce ses dates de tournée en Russie, Pologne, Italie, Suisse, Allemagne, Pays-Bas, Belgique, et Royaume-Uni.

### F.E.A.R(2014–2016)
Le groupe entre en studio le 4 février 2014 afin de se lancer dans la création d'un nouvel album. En octobre 2014, le groupe révèle la date de parution du nouvel album, intitulé F.E.A.R, pour le 27 janvier 2015 ; il comprendra également 10 chansons. Le groupe révèle également que le titre est un acronyme signifiant Face Everything And Rise. Pour Jacoby Shaddix, lors d'un entretien avec Kerrang!, F.E.A.R sera « l'album le plus dingue de Papa Roach à ce jour. » Le bassiste Tobin Esperance partage cet avis : « c'est un album féroce, mais il a aussi quelque chose de spirituel. On peut en voir 'le bout du tunnel'. C'est positif. Il y a quelques moments où ça devient féroce, mais c'est positif. »

### Crooked Teeth(2016-2018)
Afin de produire leur album Crooked Teeth, le groupe lance une étonnante campagne de financement qui les voit même mettre en vente leur studio. L'album parait le 19 mai 2017. Il est composé de 10 morceaux sur l'édition standard, et de trois morceaux bonus supplémentaires sur l'édition deluxe qui comprend également un enregistrement live d'un concert de leur dernière tournée. On retrouve également en invité sur cet album, Machine Gun Kelly et Skylar Grey. L'album est dans l'ensemble bien trempé dans le metal, mêlé à une dose de rap sur plusieurs morceaux, ainsi qu'à pas mal de touches électroniques de style hip-hop. Cet album est généralement bien accueilli par les fans, perçu comme étant un retour aux racines « old school » rap metal/nu-metal des albums Infest et Lovehatetragedy tout en apportant une bonne touche de nouveauté.  

### Who Do You Trust?etGreatest Hits: Vol, 2 - The Better Noise years(2018-2021)
Le 5 octobre 2018, le groupe sort deux titres, Renegade Music et Who Do You Trust?. Elles feront partie de leur dixième album, nommé Who Do You Trust?, qui sortira le 19 janvier 2019. 
Pour célébrer les 20 ans de leur album Infest, il organise un livestream le 20 juin 2020, intitulé Infest in Studio. Il dévoile également des versions réenregistrées en 2020 de leur ancien single, tels que Infest ou Tightrope,. 
Cette même année, le groupe fait également un featuring avec Ice Nine Kills sur le titre Heart of a Champion sur l'album New Empire, Vol. 2 de Hollywood Undead. 
Le 13 novembre 2020, le groupe annonce la sortie d'une compilation de titres sortie entre 2010 et 2019, intitulé Greatest Hits Vol. 2 - The Better Noise Years, et prévu pour le 19 mars 2021. L'album comprendra 21 pistes dont 3 remix, 2 reprises acoustiques et un featuring avec Danny Worsnop. 

### Ego Trip(depuis 2021)
Le 1er aout, le groupe sort le titre Swerve avec Jason Aalon Butler (Fever 333 et letlive) et le rappeur Sueco en invité. C'est ensuite au tour des titres Kill The Noise, Dying To Believe et Stand Up d'être dévoilé respectivement le 9 septembre, le 29 octobre 2021 et le 21 janvier 2022,,. Le 1er mars, c'est le morceau Cut the Line qui parait. Le groupe annonce le même jour la parution de leur onzième album Ego Trip pour le 8 avril.  
Le 17 juillet prochain, Papa Roach sera une tête d’affiche pour le festival de la Fête des Nations situé dans la ville de Sherbrooke.  

## Membres

### Membres actuels
- Jacoby Shaddix - (depuis 1993)

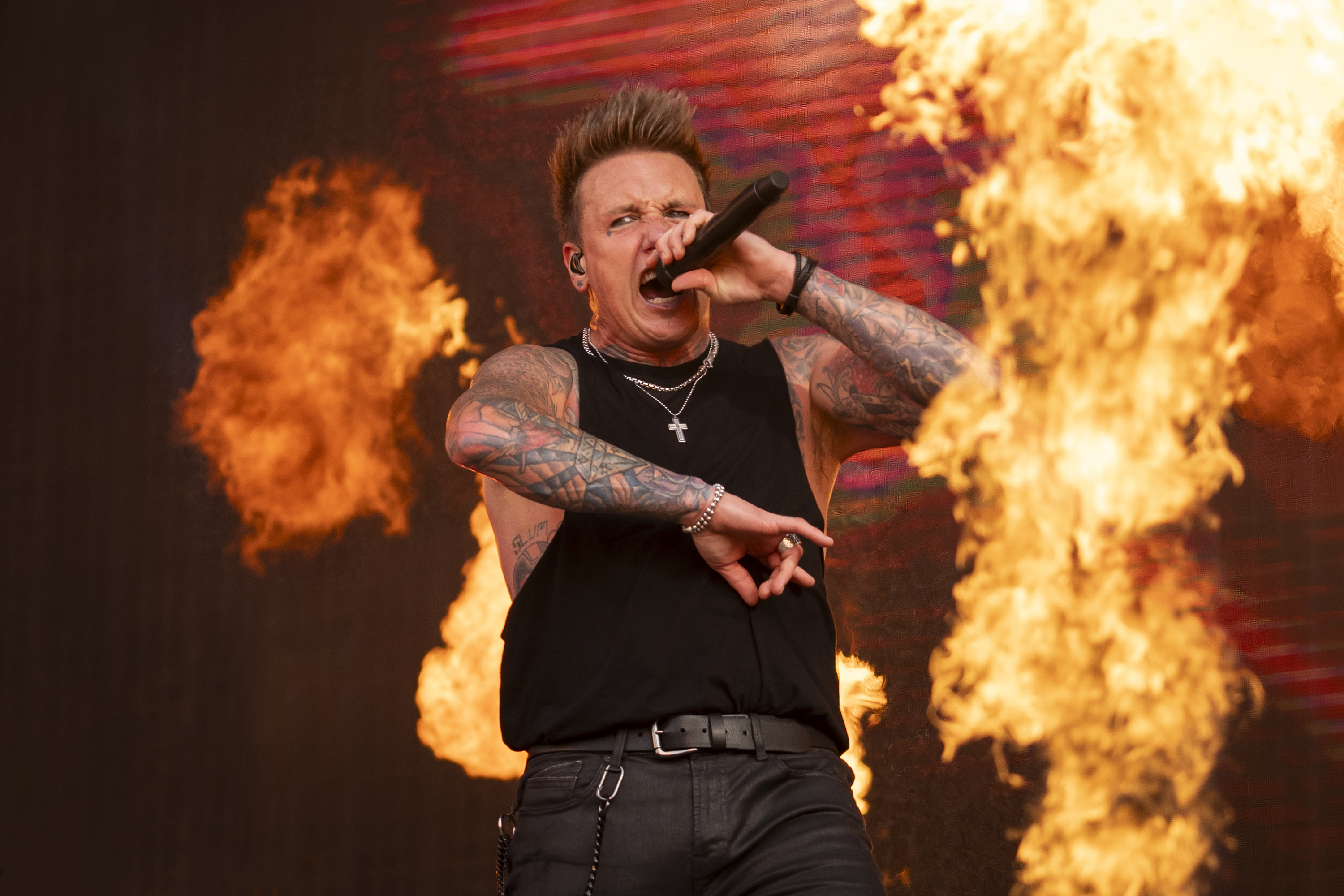
Jacoby Shaddix au Hellfest 2023.

- Jerry Horton - guitare (depuis 1993)
- Tobin Esperance - basse (depuis 1996)
- Tony Palermo - batterie (depuis 2007)
- Anthony Esperance - Guitare, claviers, percussions, chœurs (sur la tournée de 2017)

### Anciens membres
- Will James - basse (1993-1996)
- Dave Buckner - batterie (1993-2008)

### Accompagnement en studio
- Ben Luther - trombone (1993)
- Ryan Brown - batterie, percussions (1994)
- Mike Doherty - guitare rythmique, chœurs (2002)

## Discographie
- 1997 : Old Friends from Young Years
- 2000 : Infest
- 2002 : Lovehatetragedy
- 2004 : Getting Away With Murder
- 2006 : The Paramour Sessions
- 2009 : Metamorphosis
- 2012 : The Connection
- 2015 : F.E.A.R.
- 2017 : Crooked Teeth
- 2019 : Who Do You Trust?
- 2022 : Ego Trip

## Nominations
- MTV Video Music Awards 2000 : « Best New Artist »
- Grammy Awards 2001 : « Best New Artist »
- Grammy Awards 2001 : « Best Music Video » pour Broken Home